# Zeilenabstand

Zeilendurchschuss (1) und Schriftgröße ergeben den Zeilenabstand (2)

Der Zeilenabstand ist der Abstand zwischen den Grundlinien aufeinanderfolgender Zeilen eines mittels Schrift dargestellten Textes in einer mehrzeiligen Textspalte (Schriftsatz). Der Zeilenabstand ergibt sich aus Kegelhöhe (Zeilenhöhe) bzw. Schriftgrad (Schriftgröße) plus Zeilendurchschuss. Angegeben wird er normalerweise in derselben typografischen Einheit wie die Schriftgröße bzw. der Schriftgrad, zumeist in Punkt. Der Zeilenabstand ist heute in Textverarbeitung und Satz üblich, zu Bleisatzzeiten wurde mit dem Durchschuss operiert.
Der Zeilenabstand ist wesentlich für die Leserlichkeit eines Textes, da sowohl zu geringer als auch zu großer Abstand (unter Typografen „Lattenzaun“ genannt) das Verfolgen der Zeilenwechsel erschwert. Gemeinsam mit dem Schriftbild bestimmt er den für die Gestaltung eines Textes wichtigen Grauwert eines Textblocks.

Beispiel für zu geringen (oberes Bild) und ausreichenden (unteres Bild) Zeilenabstand: Im oberen Bild berühren sich die Buchstaben

Bis zur Erfindung des Fotosatzes war der Mindestzeilenabstand durch die Höhe des Schriftkegels einer Letter festgelegt (nicht zu verwechseln mit der Versalhöhe). Ein Schriftsatz mit diesem Mindestabstand wird kompress genannt. Sollte der Zeilenabstand erhöht werden, mussten im Bleisatz die Zeilen mit Durchschuss versehen werden – nichtdruckendes Blindmaterial, das den gewünschten Abstand zwischen den Schriftkegeln ausfüllt. Schriftsatz mit größerem Zeilenabstand als kompress wird daher durchschossener Satz genannt.
Der übliche Zeilenabstand bei Fließtext liegt im Bereich von 120 % der Schriftgröße bzw. der Kegelhöhe einer Schrift, woraus sich bei einer 10-Punkt-Schrift ein Zeilenabstand von 12 Punkt ergibt. Fachsprachlich ist solch ein Text „10 auf 12 Punkt“ gesetzt; kompress gesetzt wäre er bei „10 auf 10 Punkt“. Engere Zeilenabstände wurden erst durch den Fotosatz und seine Nachfolger technisch möglich, werden wegen der stark eingeschränkten Lesbarkeit aber kaum für längere Texte verwendet.

## Weblink
- Wolfgang Beinert: Zeilenabstand und Durchschuss. In: Typolexikon.de. Das Lexikon der westeuropäischen Typographie. Abgerufen am 18. September 2012